# Trisopsis obscura
Trisopsis obscura är en tvåvingeart som först beskrevs av Ephraim Porter Felt 1908.  Trisopsis obscura ingår i släktet Trisopsis och familjen gallmyggor.
Artens utbredningsområde är New York. Inga underarter finns listade i Catalogue of Life.